# All-Ireland Senior Football Championship 1914
L'All-Ireland Senior Football Championship 1914 fu l'edizione numero 28 del principale torneo di calcio gaelico irlandese. Kerry batté in finale Wexford ottenendo il quinto trionfo della sua storia.

## All-Ireland Series

### Semifinali
| Portlaoise 6 settembre 1914 | Kerry | 2-04 – 0-01 | Roscommon |  |

| Dublino 13 settembre 1914 | Wexford | 2-06 – 0-01 | Monaghan | Croke Park |

### Finale
| Dublino 14 novembre 1914 | Kerry | 1-03 – 2-00 | Wexford | Croke Park |

| Dublino 29 novembre 1914 | Kerry | 2-03 – 0-06 | Wexford | Croke Park |